# Slammy Award
Les Slammy Awards sont des récompenses attribuées annuellement par la World Wrestling Federation\ Entertainment pour récompenser les personnes ayant marqué l'histoire de l'organisation et du catch. Il peut s'agir de récompenser le meilleur catcheur ou la meilleure catcheuse de l'année, ou alors de domaines plus particuliers : meilleur manager, meilleure prestation musicale, moment le plus surprenant, acte le plus choquant...
Cette cérémonie eut lieu en 1986, puis disparut après l'édition de l'année suivante pour réapparaitre en 1996 et 1997, et revenir de nouveau en 2008.
Le thème officiel de ce show est Hello Good Morning de Diddy-Dirty Money.
Dans la partie résultats des tableaux, le nom en gras est celui du vainqueur.

## Éditions

### Slammy Awards 1986
La première cérémonie des Slammy Awards est enregistré à Baltimore, Maryland et diffusé le 1er mars 1986 sur MTV Networks.
| Prix | Vainqueur et nommés                                                                                                 | Vainqueur et nommés |
| --- | --- | ------------------- |
| Meilleure interprétation de la chanson Land of 1000 Dances (Best Personality in Land of a Thousand Dances) | - Roddy Piper - Tous les autres catcheurs dont la vidéo d'interprétation est passée à la télévision étaient nommés. |                     |
| Meilleur producteur étant apparu à la WWF (Best Producer)                                                  | - Cyndi Lauper - Rick Derringer - Joel Dorn                                                                         |                     |
| Meilleur commentateur (Best Commentator)                                                                   | - Gene Okerlund - Vince McMahon - Jesse Ventura                                                                     |                     |
| Personnalité la plus ignoble (Most Ignominious)                                                            | - Nikolai Volkoff (il était le seul nommé)                                                                          |                     |
| Meilleure prestation musicale (Best Single Performer)                                                      | - Junkyard Dog - Lou Albano - Gene Okerlund - Roddy Piper - Nikolai Volkoff - Jimmy Hart - Hillbilly Jim            |                     |

### Slammy Awards 1987
La seconde édition des Slammy Awards eut lieu le 17 décembre 1987 à Atlantic City, dans le New Jersey.
| Prix                                                                      | Présenté par                     | Vainqueur et nommés | Vainqueur et nommés |
| ------------------------------------------------------------------------- | -------------------------------- | --- | ------------------- |
| Meilleure apparition avec un animal (Best Performance by an Animal)       | Gene Okerlund                    | - George Steele - Frankie - Damian - Matilda |                     |
| Catcheuse de l'année (Women of the Year)                                  | The Honky Tonk Man et Jimmy Hart | - Fabulous Moolah - Sherri Martel - Dolly Parton - Yoko Ono |                     |
| Meilleure apparition sur le ring (Best Ring Apparel)                      | Jim Duggan                       | - Harley Race - Demolition - Randy Savage - The Honky Tonk Man - Davey Boy Smith et Dynamite Kid                                                                                  |                     |
| Prix spécial d'Hulk Hogan (Hulk Hogan Real American Award)                | Hulk Hogan et Billy Graham       | - Rick Rude - Butch Reed - Ultimate Warrior - Ray Fernandez - Sherri Martel |                     |
| Meilleur finisher (Greatest Hit)                                          | Jesse Ventura et Gene Okerlund   | - Jim Duggan - André The Giant - The Honky Tonk Man - Bam Bam Bigelow - Rick Martel et Tito Santana                                                                               |                     |
| Manager de l'année (Manager of the Year)                                  | Gorilla Monsoon                  | - Aucun vainqueur - Bobby Heenan - Mr. Fuji - Jimmy Hart - Slick |                     |
| Meilleure hygiène personnelle (Best Personal Hygiene)                     | Jesse Ventura et Gene Okerlund   | - Nikolai Volkoff, Boris Zhukov et Slick (ex æquo) - King Kong Bundy - Sika - Hillbilly Jim - George Steele                                                                       |                     |
| Meilleure performance vocale (Best Vocal Performance)                     | Randy Savage et Miss Elizabeth   | - Jim Duggan - Junkyard Dog - One Man Gang - Jimmy Hart - George Steele |                     |
| Moment musical de l'année (Musical Moment of the Year)                    | Jesse Ventura et Gene Okerlund   | - Il n'y eut pas de vainqueur déclaré, l'enveloppe ayant été avalée par Sika. - Vince McMahon avec Stand Back - Koko B. Ware - The Honky Tonk Man - Jimmy Hart avec Girls in Cars |                     |
| Humanitaire de l'année (Humanitarian of the Year)                         |                                  | - Ted DiBiase, Sr. |                     |
| Plus belle tête (Best Head)                                               |                                  | - Gene Okerlund et Bam Bam Bigelow (ex æquo) |                     |
| Prix spécial de Bobby Heenan (Bobby "The Brain" Heenan Scholarship Award) | Bobby Heenan                     | - André the Giant - Haku & Tama - Hercules - King Kong Bundy - Harley Race |                     |

### Slammy Awards 1997
La quatrième édition des Slammy Awards eut lieu le 21 mars 1997 à Chicago, dans Illinois.
| Prix                                               | Présenté par                         | Vainqueur et nommés | Vainqueur et nommés |
| -------------------------------------------------- | ------------------------------------ | --- | ------------------- |
| Révélation de l'année (New sensation of the Year)  | Ahmed Johnson                        | - Rocky Maivia - Steve Austin - Mankind - Marc Mero - Flash Funk |                     |
| Match de l'année (Match of the Year)               | Jim Ross                             | - Bret Hart vs. Shawn Michaels (WrestleMania XII) - Bret Hart vs. Steve Austin (Survivor Series) - Savio Vega vs. Steve Austin (In your house : Beware of dog) - The Undertaker vs. Mankind (SummerSlam) - Shawn Michaels vs.Mankind (In your house : Mind games) |                     |
| Tenue de l'année (Best dressed of the Year)        | The Honky Tonk Man et Cindy Margolis | - Sable - Shawn Michaels - Marlena - Flash Funk - The Undertaker |                     |
| Meilleur tatouage "Best tatoo of the Year "        | Adam et George                       | - The Undertaker - Crush - Shawn Michaels - Tommy Lee - Drew Barrymore |                     |
| Meilleure coupe de cheveux "Best hair of the Year" | Legions of Doom                      | - Hunter Hearst Helmsley (Triple H maintenant) - Mankind - Steve Austin - Bret Hart - Shawn Michaels |                     |
| Cinglé de l'année "Loose screw of the year"        | Sunny et Lou Albano                  | - Mankind - Sycho Sid - Steve Austin - Bob Backlund - Cosmo Kramer |                     |
| Meilleur nœud papillon "Best bow tie of the Year"  | Owen Hart                            | - Aucun vainqueur (Owen Hart vole le trophée) - Clarence Mason - Bob Backlund - Steve Urkel - Yokozuna |                     |
| Meilleure musique d'entrée "Best Entrance music"   | Dok Hendrix et John McNaley          | - The Undertaker - Jesse James - Faarooq - Flash Funk - Sunny |                     |

### Slammy Awards 2008

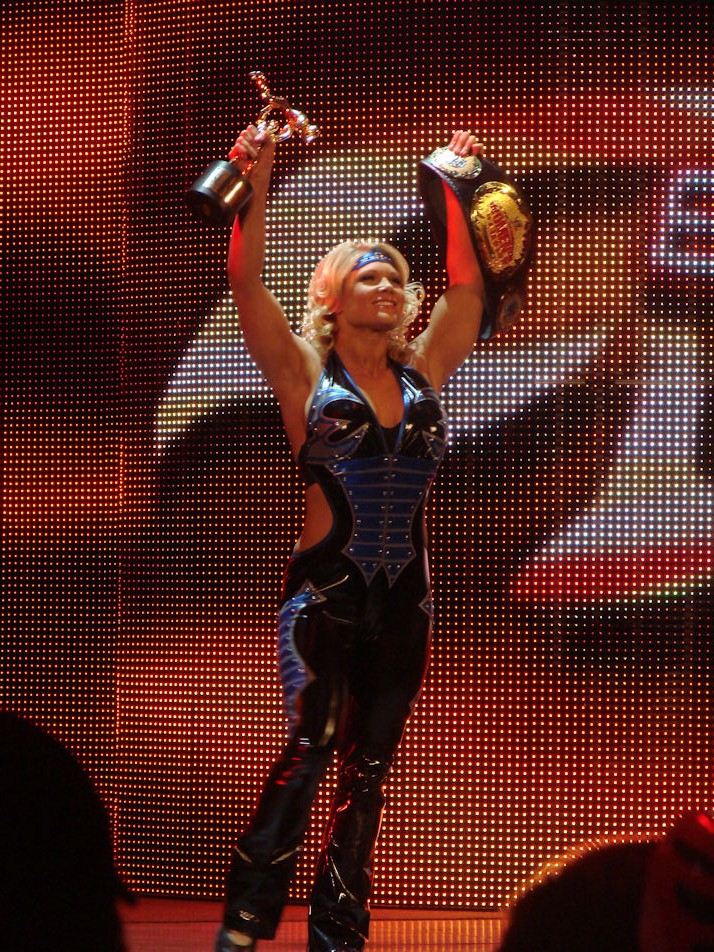
Beth Phoenix lors de l'édition 2008, avec son Slammy Award de Diva de l'année et le WWE Women's Championship.

La cinquième édition des Slammy Awards, après onze ans d'absence, eut lieu le 8 décembre 2008 à Philadelphie, en Pennsylvanie.
| Prix | Présenté par                   | Vainqueur et nommés | Vainqueur et nommés |
| --- | ------------------------------ | --- | ------------------- |
| Superstar de la l'année (Superstar of the Year)                                                          | Stephanie McMahon              | - Chris Jericho - Batista - Edge - Jeff Hardy - John Cena - Triple H |                     |
| Match de l'année (Match of the Year)                                                                     | Mr. Kennedy et Eve             | - Ric Flair vs. Shawn Michaels (WrestleMania XXIV) - Royal Rumble match (Royal Rumble 2008) - Money In The Bank Ladder Match: CM Punk vs. Chris Jericho vs. Johnny Morrison vs. MVP vs. Carlito vs. Mr. Kennedy vs. Shelton Benjamin (WrestleMania XXIV) - Hell in a Cell Match: The Undertaker vs.Edge (SummerSlam 2008) |                     |
| Diva de l'année (Diva of the Year)                                                                       | Theodore Long et Melina        | - Beth Phoenix - Kelly Kelly - Michelle McCool - Mickie James |                     |
| Meilleur moment "Oh My God!" de l'année (moment le plus impressionnant) "Oh My God! Moment of the Year " | Joey Styles et Alicia Fox      | - CM Punk encaisse son Money in the Bank et bat Edge pour s'emparer du World Heavyweight Championship (le 30 juin 2008 à RAW) - Le retour de John Cena (Royal Rumble 2008) - Floyd Mayweather Jr. donne un coup de poing au Big Show (No Way Out 2008) - The Undertaker aspire l'âme d'Edge à SummerSlam 2008 |                     |
| Couple de l'année "Couple of the Year"                                                                   | Kane et Kelly Kelly            | - Edge et Vickie Guerrero - Santino Marella et Beth Phoenix - William Regal et Layla - Finlay et Hornswoggle |                     |
| Équipe de l'année "Tag Team of the Year"                                                                 | Festus et Maria                | - John Morrison et The Miz - Priceless (Cody Rhodes et Ted DiBiase) - Cryme Tyme (JTG et Shad Gaspard) - The Colóns (Carlito et Primo) |                     |
| Meilleure prise de finition de l'année "Finishing Maneuver of the Year"                                  | Cryme Tyme et Candice Michelle | - Shooting Star Press (Evan Bourne) - RKO (Randy Orton) - Hell's Gate (The Undertaker) - Knockout Punch (The Big Show) |                     |
| Moment le plus choquant de l'année ""Damn!" Moment of the Year"                                          | Ron Simmons et Mickie James    | - The Great Khali dans la Kiss Cam (7 novembre 2008 à SmackDown!) - Chavo Guerrero est attaqué par CM Punk pendant sa danse (29 janvier 2008 à la ECW) - Jim Ross déguisé en marin à Halloween (31 octobre 2008 à Smackdown!) - Santino Marella se fait mal entre les jambes en imitant le grand écart de l'entrée de Melina (1er décembre 2008 à RAW)                                                                                         |                     |
| Moment extrême de l'année "Extreme Moment of the Year"                                                   | Matt Hardy et Tiffany          | - Jeff Hardy fait une Swanton Bomb sur Randy Orton depuis le haut d'une des structures du stade (14 janvier 2008 à RAW) - Edge pousse l'échelle sur laquelle se tient Undertaker pour le faire atterrir sur les tables au sol (One Night Stand 2008) - Chris Jericho fracasse la tête de Shawn Michaels sur le Jeritron 6000 HD (9 juin 2008 à RAW) - JBL incendie la voiture dans laquelle se trouve John Cena.(The Great American Bash 2008) |                     |
| Meilleur contenu exclusif sur le site WWE.com "Best WWE.com Exclusive"                                   | WWE.com                        | - Johnny Morrison et The Miz dans The Dirt Sheet - Cryme Tyme dans Word Up! - Santino Marella dans Casa - Howard Finkel dans Out-think The Fink |                     |
| Meilleure performance musicale "Best Musical Performance"                                                | WWE.com                        | - R-Truth avec What's Up? (son entrée) - Santino Marella avec Santino rapping - Edge avec Heaven lors de son entrée à Smackdown! le 15 février 2008 - Johnny Morrison et The Miz chantent Dirt Sheet du 29 août 2008 |                     |
| Meilleurs commentateurs de l'année "Announce Team of the Year"                                           | WWE.com                        | - Todd Grisham et Matt Striker (ECW) - Jim Ross et Tazz (WWE SmackDown) - Michael Cole et Jerry Lawler (WWE Raw) |                     |
| Meilleure imitation d'un autre catcheur de Charlie Haas "Best Impersonation the Charlie Haas"            | WWE.com                        | - Charlie Haas en The GlamaHaas (27 octobre 2008 à RAW) - Charlie Haas en Haas Hogan (13 octobre 2008 à RAW) - Charlie Haas en Charlie Haas Layfield (8 septembre 2008 à RAW) - Charlie Haas en Mr. (Im)Perfect (22 septembre 2008 à RAW) - Charlie Haas en Bret Haas (24 novembre 2008 a smackdown) |                     |

### Slammy Awards 2009
La sixième édition des Slammy Awards a eu lieu le 14 décembre 2009 à Corpus Christi, au Texas.
| Prix                                                                                       | Présenté par                                       | Vainqueur et nommés | Vainqueur et nommés |
| ------------------------------------------------------------------------------------------ | -------------------------------------------------- | --- | ------------------- |
| Superstar de la l'année (Superstar of the Year)                                            | Tournoi pour la récompense                         | - John Cena - Undertaker - CM Punk - Randy Orton |                     |
| Match de l'année (Match of the Year)                                                       | Triple H                                           | - Undertaker vs. Shawn Michaels (WrestleMania XXV) - Jeff Hardy vs. Edge dans un Ladder match (Extreme Rules) - John Cena vs. Randy Orton dans un "I Quit" Match (Breaking Point) - Team RAW vs. Team SmackDown (Bragging Rights) |                     |
| Diva de l'année (Diva of the Year)                                                         | MVP et Goldust                                     | - Maria l'emporte sur les autres Divas (le public a voté sur internet) |                     |
| Meilleur moment "Oh Mince" de l'année (moment le plus amusant) "Oh My Moment of the Year " | Big Dick Johnson, Tony Atlas et Abraham Washington | - Michael Cole vomit sur Chris Jericho lors du 10e anniversaire de SmackDown - Chris Masters montre ses "pecs dansants" pour les Osbournes - Shawn Michaels porte son Sweet Chin Music à une petite fille à la cafétéria de RAW - Santino Marella envoie un gâteau sur le visage de Vickie Guerrero, après s'en être pris plusieurs dans la figure |                     |
| Meilleur départ de Superstar de l'année "Breakout Star of the Year"                        | Theodore Long et Tiffany                           | - Sheamus - Drew McIntyre - Yoshi Tatsu - Abraham Washington |                     |
| Équipe de l'année "Tag Team of the Year"                                                   | R-Truth et Jillian Hall                            | - Jeri-Show (Chris Jericho et Big Show) - Legacy (Cody Rhodes et Ted DiBiase) - D-Generation X (Triple H et Shawn Michaels) - The Hart Dynasty (Tyson Kidd et David Hart Smith) |                     |
| Meilleur Guest Host de l'année "Guest Host of the Year"                                    | Vince McMahon                                      | - Bob Barker - Ozzy et Sharon Osbourne - Seth Green - Shaquille O'Neal |                     |
| Moment le plus choquant de l'année " Shocker of the Year"                                  | Vickie Guerrero et Santino Marella                 | - CM Punk qui force Jeff Hardy à quitter la WWE après un Steel Cage Match - Batista attaque Rey Mysterio à Bragging Rights - Randy Orton exécute un DDT à Stephanie McMahon - Sheamus écrase le Guest Host Mark Cuban à travers une table |                     |
| Moment extrême de l'année "Extreme Moment of the Year"                                     | Carlito, Chris Masters et Eve                      | - La Swanton Bomb de Jeff Hardy sur CM Punk, à SummerSlam - Kofi Kingston fait une Boom Drop sur Randy Orton depuis les structures métalliques, au Madison Square Garden - Big Show fait un chokeslam sur John Cena à travers un projecteur, à Backlash - Triple H attaque Randy Orton dans sa maison                                              |                     |

### Slammy Awards 2010
La septième édition des Slammy Awards a eu lieu le 13 décembre 2010 à la Nouvelle Orléans.
| Prix | Présenté par                               | Vainqueur et nommés | Vainqueur et nommés |
| --- | ------------------------------------------ | --- | ------------------- |
| Superstar de l'année (Superstar of the Year)                                                                      | Theodore Long - Vote sur le site de la WWE | - John Cena - Edge - The Miz - Randy Orton - Rey Mysterio - Kane |                     |
| Moment de l'année (WWE Moment of the Year)                                                                        | Big Show                                   | - Undertaker vs. Shawn Michaels (WrestleMania XXVI) - Edge porte un Spear sur Chris Jericho à travers une barricade (WrestleMania XXVI) - Sheamus attaque Triple H avec une barre de fer (Extreme Rules) - John Cena se vire de la WWE en faisant le compte de 3 (Survivor Series 2010)                                                                     |                     |
| Diva de l'année (Diva of the Year)                                                                                |                                            | - Michelle McCool (remporte une Battle Royale incluant toutes les Divas) |                     |
| Meilleur "pétage de plombs" de l'année ("Oh Snap" Meltdown of the Year)                                           | Edge et Christian                          | - Edge détruit l'ordinateur du GM WWE Raw - Alberto Del Rio blesse Rey Mysterio avec une chaise - The Big Show détruit les trophées de Jack Swagger - Batista quitte la WWE |                     |
| Prix pour le plus détestable de l'année (Despicable Me Award)                                                     | Kelly Kelly et Tyson Kidd                  | - CM Punk chante "Joyeux Anniversaire" à la fille de Rey Mysterio - Vince McMahon frappe Bret Hart - Drew McIntyre humilie Theodore Long - Kane enterre The Undertaker |                     |
| Moment le plus impressionnant de l'année (Holy %&^*%&* Move of The Year)                                          | Jerry Lawler et Vickie Guerrero            | - John Cena porte un Attitude Adjustment sur Batista depuis le toit d'une voiture et le fait passer à travers le sol (Over the Limit) - Kofi Kingston porte un Leg Drop sur Drew McIntyre qui était sur une échelle - Randy Orton porte un RKO sur Evan Bourne en plein air - Johnny Morrison saute sur The Miz et Alex Riley depuis la structure d'entrée. |                     |
| Moment brillant d'un invité de l'année (Guest Star Shining Moment)                                                | Santino Marella et Vladimir Kozlov         | - Pee-Wee Herman vs The Miz - Mike Tyson frappe Chris Jericho - Randy Orton porte un RKO sur Wayne Brady - William Shatner chante les thèmes d'entrée des catcheurs |                     |
| Moment le plus choquant de l'année (Shocker of the Year)                                                          | David Arquette                             | - Les débuts de The Nexus à WWE Raw - The Miz utilise sa mallette Money In The Bank et devient pour la première fois Champion de la WWE - Randy Orton porte son Punt Kick sur Chris Jericho - Paul Bearer se retourne contre The Undertaker |                     |
| Moment "Knucklehead" de l'année (Knucklehead moment of the Year)                                                  | JTG et William Regal                       | - Mae Young bat les Lay-cool - The Big Show retire le masque de CM Punk - Santino Marella se fait battre par Vladimir Kozlov dans un concours de danse - Beth Phoenix élimine The Great Khali au Royal Rumble |                     |
| Réaction des fans de la WWE (WWE Universe Fan Reaction)                                                           | David Arquette                             | - "Angry Miz Girl" |                     |
| Et je cite... la ligne de l'année (And I Quote...Line Of The Year)                                                | Michael Cole                               | - Michael Cole |                     |
| Meilleure Performance pour un volatile (Best Performance by a Winged Specimen)                                    |                                            | - Poulet de WWE Raw |                     |
| La meilleure utilisation d'objet d'exercices (Best Use of Exercise Equipment)                                     |                                            | - Rosa Mendes |                     |
| La coupe de cheveux la plus menaçante (Most Menacing Haircut)                                                     |                                            | - Tyler Reks |                     |
| Le meilleur moment familial (Best Family Values)                                                                  |                                            | - Kane détruit le père de Jack Swagger devant ses yeux |                     |
| La Superstar/Diva qui a le plus besoin de maquillage (Superstar/Diva Most in Need of Makeup)                      |                                            | - Sheamus |                     |
| Moment le plus choquant impliquant Michael Cole (The "Cole in Your Stocking" Award)                               |                                            | - Daniel Bryan attaque Michael Cole à NXT |                     |
| Réalisation Exceptionnelle dans l'Application d'huile pour Bébé (Outstanding Achievement in Baby Oil Application) |                                            | - "Dashing" Cody Rhodes |                     |
| Récompense du Tweeter fréquent (Frequent Tweeter Award)                                                           |                                            | - Goldust |                     |
| Meilleur Show TV de WWE.com                                                                                       |                                            | - WWE NXT |                     |
| La catch-phrase la plus ennuyeuse                                                                                 |                                            | - Zack Ryder pour "Woo Woo Woo You Know It" |                     |

### Slammy Awards 2011
La huitième édition des Slammy Awards a eu lieu le 12 décembre 2011 à Norfolk, Virginie.
| Prix                                                                                        | Présenté par                       | Vainqueur et nommés | Vainqueur et nommés |
| ------------------------------------------------------------------------------------------- | ---------------------------------- | --- | ------------------- |
| Tell Me I Did NOT Just See That                                                             | Booker T et Hornswoggle            | - Jim Ross dansant pendant le Michael Cole Challenge lors de Raw Supershow - Santino Marella pensant qu'il allait gagner le Royal Rumble 2011 - The Miz déguisé en The Rock - Un "Little Jimmy" attaquant R-Truth |                     |
| Moment le plus impressionnant de l'année (Holy !@#$ Move of the Year)                       | Mick Foley et Ted DiBiase, Sr.     | - The Big Show et Mark Henry cassant le ring (Vengeance 2011) - Sheamus porte un Powerbomb sur Sin Cara à travers une échelle (Money in the Bank 2011) - Randy Orton porte un RKO sur Christian sur l'escalier en métal (SummerSlam 2011) - Evan Bourne porte un Air Bourne à tous les participants du Money in the Bank ladder match de Raw (Money in the Bank 2011) |                     |
| Bombe artisanale de l'année ("Pipe Bomb" of the Year)                                       | Road Dogg                          | - CM Punk |                     |
| Moment le plus "divalicieux" de l'année (Divalicious Moment of the Year)                    | Lita                               | - Kelly Kelly gagnant le Championnat des Divas de la WWE - Natalya portant le Sharpshooter sur Layla et Eve - Kharma débutant à Extreme Rules 2011 - Beth Phoenix faisant un Glam Slam de la 3e corde à Eve lors de Survivor Series 2011 |                     |
| Moment "Oh mon Dieu" de l'année (OMG Moment of the Year)                                    | Santino Marella et The Bella Twins | - The Undertaker se dégageant du Tombstone Piledriver de Triple H à WrestleMania XXVII - The Rock faisant un Rock Bottom à John Cena à WrestleMania XXVII - Les Superstars votant qu'ils n'avaient pas confiance en Triple H - CM Punk remportant le Championnat de la WWE à Money in the Bank 2011 et quittant la WWE                                                |                     |
| La superstar la plus tendance de l'année (#Trending Superstar of the Year)                  | David Otunga et Tony Atlas         | - Zack Ryder - Cody Rhodes - Daniel Bryan - Dolph Ziggler |                     |
| Le révolutionnaire de l'année (Game Changer of the Year)                                    | Christian                          | - John Cena face à The Rock à WrestleMania XXVIII - Vince McMahon se faisant virer de la WWE - Edge prenant sa retraite - Kevin Nash revenant à SummerSlam |                     |
| L'invité de l'année à la WWE (WWE A-lister of the Year)                                     | Vickie Guerrero et Goldust         | - Nicole "Snooki" Polizzi - Les Muppets - Hugh Jackman - Cee Lo Green |                     |
| Superstar de l'année (Superstar of the Year)                                                | Rey Mysterio                       | - CM Punk - John Cena - Randy Orton - Mark Henry - Alberto Del Rio - The Miz |                     |
| Le plus ressemblant à un Muppets (Outstanding Achievement in Muppet Resemblance)            | WWE.com                            | - Sheamus et Beaker pour leur ressemblance |                     |
| Award du nœud de Pee-wee Herman (The Pee-wee Herman Bowtie Award)                           | WWE.com                            | - David Otunga pour ses vêtements d'homme d'affaires |                     |
| Fin la plus prévisible de l'année (Most Predictable Outcome of the Year)                    | WWE.com                            | - Kevin Nash portant un powerbomb à Santino après qu'il faisait sa danse du trombone |                     |
| Devinez qui est de retour? ou Le retour de l'année (Guess Who's Back or Return of the Year) | WWE.com                            | - The Rock |                     |
| Moment double vision de l'année (Double Vision Moment of the Year)                          | WWE.com                            | - Sin Cara contre Sin Cara |                     |
| T-Shirt de l'année (T-Shirt of the Year)                                                    | WWE.com                            | - CM Punk pour son T-Shirt "Best in the World" |                     |
| Exclusive de l'année sur WWE.com (WWE.com Exclusive of the Year)                            | WWE.com                            | - John Laurinaitis félicitant CM Punk |                     |
| Tenue la plus regrettable de l'année (Most Regrettable Attire of the Year)                  | WWE.com                            | - Michael Cole en Triple H |                     |
| Moment bestiole de l'année (Critter Moment of the Year)                                     | WWE.com                            | - La souris passant devant Alberto Del Rio dans les vestiaires de Raw |                     |
| Superstar la plus transformée de l'année (Superstar Transformation of the Year)             | WWE.com                            | - Zack Ryder |                     |

### Slammy Awards 2012
Le neuvième édition des Slammy Awards a eu lieu le 16 et 17 décembre 2012 à Brooklyn, New York & Philadelphie, Pennsylvanie.
| Prix                                                | Présentateur(s)                            | Résultats |
| --------------------------------------------------- | ------------------------------------------ | --- |
| Tour de force de l'année                            | WWE.com                                    | - Sheamus portant un White Noise à Big Show - Big Show met KO Sheamus à WWE Hell in a Cell - Antonio Cesaro lâche son Neutralizer sur Brodus Clay - Ryback offre un Shell Shocked à Primo & Epico en même temps |
| Meilleur danseur de l'année                         | WWE.com                                    | - Brodus Clay - Rosa Mendes - R-Truth - The Great Khali |
| Meilleur ambassadeur des médias sociaux             | WWE.com                                    | - Charlie Sheen - Mike Tyson - Disney's The Muppets - Arnold Schwarzenegger |
| Tweet de l'année                                    | WWE.com                                    | - "Visage de chèvre (goat-face) est une insulte horrible. Mon visage est pratiquement parfait dans tous les sens. En effet, à partir de maintenant je demete à être appelée la Belle Bryan."" – Daniel Bryan - "Je n'ai pas Instagram. Je suis un adulte." – Cody Rhodes - "Je l'ai fait pour ety Kaufman." – CM Punk - "Oui, c'est le vrai Great Khali. Je suis prêt à tweeter avec vous!" – The Great Khali |
| Insulte de l'année                                  | WWE.com                                    | - John Cena à Dolph Ziggler & Vickie Guerrero: "You're the exact opposite. One enjoys eating a lot of nuts and the other is still trying to find his." ("Vous êtes l'exact opposé. L'un de vous adore manger des noisettes alors que l'autre continue d'essayer de trouver les siennes) - CM Punk appelle Daniel Bryan "goat-faced." ("Tête de chèvre") - Sheamus à Dolph Ziggler, Quand Ziggler était assis sur l'échelle: "Look at you there, Ziggler. You’re finally taller than everybody, congratulations." ("Regarde-toi Ziggler. Tu es enfin plus grand que tout le monde, félicitations.") - The Rock à John Cena: "If John Cena had led the American Revolution, right now all of us would be playing cricket, we'd be sipping tea and we'd be blessing the Queen." ("Si John Cena avait dirigé la Révolution Américaine, aujourd'hui tout le monde jouerait au cricket, boirait du thé et on bénirait la Reine.") |
| Barbe de l'année                                    | WWE.com                                    | - Daniel Bryan - Damien Sandow - Cody Rhodes - CM Punk |
| La trahison de l'année                              | WWE.com                                    | - Big Show assomme John Cena à WWE Over the Limit - Daniel Bryan largue AJ Lee - AJ Lee refuse d'épouser Daniel Bryan à RAW 1000 - Eve fait un coup bas à Zack Ryder |
| Chant de la foule de l'année                        | WWE.com                                    | - "Feed Me More!" - "YES! YES! YES!" - "Hoeski!" - "Cody's Mustache!" |
| WWE.com Exclusive vidéo de l'année                  | WWE.com                                    | - Jerry "The King" Lawler parle à la WWE.com à propos de son retour miraculeux - Eve vire The Bella Twins en direct - Daniel Bryan explique pourquoi il est "Mr. Small Package" - CM Punk & Paul Heyman nomme Punk’s 365 jours de règne |
| Bouleversement de l'année                           | WWE.com                                    | - Daniel Bryan bat Mark Henry et Big Show au Royal Rumble - Justin Gabriel bat Antonio Cesaro - Dolph Ziggler remporte le Money in the Bank - Santino Marella bat Jack Swagger pour le titre US |
| Diva de l'année                                     | WWE.com                                    | - AJ Lee - Layla - Kaitlyn - Eve Torres |
| "Tell Me I Did NOT Just See That" moment de l'année | Booker T                                   | - Kofi Kingston sauve sa peau au Royal Rumble 2012 - Sheamus bat Daniel Bryan en 18 secondes pour le World Heavyweight Championship à WrestleMania XXVIII - Brad Maddox porte un "low blow" à Ryback à Hell In A Cell 2012 et lui coûte le WWE Championship - CM Punk porte son Go To Sleep au Rock lors du Raw 1000th. |
| Retour de l'année                                   | New Age Outlaws (Road Dogg et Billy Gunn)  | - Jerry Lawler - Brock Lesnar - Chris Jericho - D-Generation X |
| Baiser de l'année                                   | Vickie Guerrero                            | - AJ Lee et John Cena - AJ Lee et Daniel Bryan - AJ Lee et Kane - AJ Lee et CM Punk |
| Superstar de l'année                                | Ric Flair                                  | - John Cena - Sheamus - Big Show - CM Punk |
| Moment "LOL!" de l'année                            | Santino Marella et Tensai                  | - The Rock insulte John Cena en utilisant l'histoire de Boston, Massachusetts et en envoyant ses produits dérivés dans la rivière - Kane et Daniel Bryan aux sessions de gestion de la colère - Randy Orton et Alberto Del Rio bataille de nourriture dans les coulisses de l'arène - Vickie Guerrero dance avec Brodus Clay |
| #Tendances de l'année                               | Zack Ryder et Layla                        | - #FeedMeMore (Ryback) - #PeoplePower (John Laurinaitis) - #LittleJimmy (R-Truth) - #WWWYKI (Zack Ryder) |
| Révélation de l'année                               | Sheamus                                    | - Ryback - Brodus Clay - Antonio Cesaro - Damien Sandow |
| Match de l'année                                    | Gene Okerlund, Ricky Steamboat et Jim Ross | - Hell in a Cell match: The Undertaker vs. Triple H – WrestleMania XXVIII - Extreme Rules match: Brock Lesnar vs. John Cena – Extreme Rules - Big Show vs. Sheamus – Hell in a Cell - The Rock vs. John Cena – WrestleMania XXVIII |

### Slammy Awards 2013
La dixième édition des Slammy Awards a eu lieu le 9 décembre 2013 à Seattle, Washington.
| Prix                                     | Présentateur(s)                                         | Résultats |
| ---------------------------------------- | ------------------------------------------------------- | --- |
| "Quelle manœuvre" de l'année             | WWE.com                                                 | - Le Spear de Roman Reigns - Le Running Knee Strike de Daniel Bryan - Le Black Widow de AJ Lee - Le Cesaro Swing de Antonio Cesaro |
| Le groupe de l'année                     | WWE.com                                                 | - The Shield (Dean Ambrose, Seth Rollins et Roman Reigns) - The Wyatt Family (Bray Wyatt, Luke Harper et Erick Rowan) - The Real Americans (Jack Swagger, Antonio Cesaro et Zeb Colter) - 3MB (Heath Slater, Jinder Mahal et Drew McIntyre) |
| Retour de l'année                        | WWE.com                                                 | - Goldust - Rob Van Dam - The Bella Twins (Nikki et Brie Bella) - Bruno Sammartino - Chris Jericho |
| Couple de l'année                        | WWE.com                                                 | - Daniel Bryan et Brie Bella - Triple H et Stephanie McMahon - Fandango et Summer Rae - Tyson Kidd et Natalya - John Cena et Nikki Bella - Naomi et Jimmy Uso |
| Équipe de l'année                        | WWE.com                                                 | - Cody Rhodes et Goldust - The Shield (Seth Rollins et Roman Reigns) - The Prime Time Players (Darren Young et Titus O'Neil) - The Usos (Jimmy et Jey Uso) - The Real Americans (Jack Swagger et Antonio Cesaro) |
| Tour de force de l'année                 | WWE.com                                                 | - Mark Henry tire deux camions à mains nues - Antonio Cesaro effectue le swing sur The Great Khali - Ryback effectue son Shell Shocked sur Mark Henry - The Shield (Dean Ambrose, Seth Rollins et Roman Reigns) effectue leur triple powerbomb sur le Big Show |
| La phrase de l'année                     | WWE.com                                                 | - Dusty Rhodes: "One stipulation: I'm in my boys' corner and I'll be your huckleberry pie all night long." ("Une stipulation: je suis dans le coin de mes garçons, et je serais ta tarte aux myrtilles toute la nuit") - Brock Lesnar: "Paul, say somethin' stupid" ("Paul, dis quelque chose de stupide") - Damien Sandow: "Rise above THIS" ("Élève-toi au-dessus de ÇA") - Paul Heyman: "The "Paulcano" eruption" ("L'éruption "Paulcano"") |
| Meilleurs mouvements de danse de l'année | WWE.com                                                 | - The Funkadactyls (Naomi et Cameron) - Fandango - R-Truth - Summer Rae - The Great Khali - Miz-co Inferno |
| Le meilleur show web de l'année          | WWE.com                                                 | - The JBL and Cole Show - WWE Inbox - 30-Second Fury - WWE Top 10 |
| Meilleure foule de l'année               | WWE.com                                                 | - Raw le lendemain de WrestleMania 29 (East Rutherford, New Jersey) - Payback (Chicago, Illinois) - SummerSlam (Los Angeles, Californie) - Raw en Angleterre (Londres, Angleterre le 22 avril) |
| Catchphrase de l'année                   | WWE.com                                                 | - Daniel Bryan: "YES! YES! YES!" - Mark Henry: "That's What I Do" - Fandango: "FAAAAAHHNNNN...DAAAAHHHHNNN...GO" - Bray Wyatt: "Follow the Buzzards" - The Real Americans (Jack Swagger, Antonio Cesaro et Zeb Colter): "We the People" - The Shield (Dean Ambrose, Seth Rollins et Roman Reigns): "Believe in The Shield" |
| La tendance hashtag de l'année           | Cody Rhodes & Goldust                                   | - #BelieveInTheShield (The Shield) - #BestForBusiness (The Authority) - #FollowTheBuzzards (The Wyatt Family) - #WeThePeople (The Real Americans) |
| "This is Awesome" moment de l'année      | Christian                                               | - Big Show met KO Triple H - Dolph Ziggler encaisse sa mallette Money in the Bank contre Alberto Del Rio et gagne le championnat du monde poids lourds à Raw - Kofi Kingston utilise une chaise pour éviter l’élimination au Royal Rumble - Daniel Bryan remporte le titre de la WWE contre Randy Orton lors de Night of Champions |
| La recrue de l'année                     | John Laurinaitis                                        | - The Shield (Dean Ambrose, Seth Rollins et Roman Reigns) - The Wyatt Family (Bray Wyatt, Luke Harper et Erick Rowan) - Big E Langston - Fandango (avec Summer Rae) |
| Barbe de l'année                         | Santino Marella                                         | - Daniel Bryan - Damien Sandow - The Wyatt Family (Bray Wyatt, Luke Harper et Erick Rowan) - Zeb Colter |
| Le moment "LOL!" de l'année              | New Age Outlaws (Billy Gunn et Road Dogg)               | - Le concert de The Rock lors du 20e anniversaire de Raw - Vickie Guerrero virée en tant que GM de Raw - Titus O'Neil vomit sur JBL, Michael Cole et Zeb Colter à SmackDown - The Great Khali et Jinder Mahal essaient de charmer le cobra de Santino Marella à SmackDown |
| L'arnaque de l'année                     | The Shield (Dean Ambrose, Seth Rollins et Roman Reigns) | - Shawn Michaels porte son Sweet Chin Music à Daniel Bryan lors de Hell in a Cell - Triple H porte un Pedigree à Daniel Bryan à SummerSlam - Mark Henry feint de prendre sa retraite avant d'attaquer John Cena - Paul Heyman trahit CM Punk à Money in the Bank |
| Diva de l'année                          | Eve Torres                                              | - The Bella Twins (Nikki et Brie Bella) - AJ Lee - The Funkadactyls (Naomi et Cameron) - Natalya - Kaitlyn - Eva Marie |
| Superstar de l'année                     | Shawn Michaels                                          | - Daniel Bryan - John Cena - Randy Orton - CM Punk - Big Show - Brock Lesnar |
| La participation des fans de l'année     | The Prime Time Players (Darren Young et Titus O'Neil)   | - Yes! Yes! Yes! - Fandango-ing - Let's go Cena/Cena sucks! - What's up! |
| L'insulte de l'année                     | The Miz                                                 | - Stephanie McMahon insulte Big Show - AJ Lee critique le casting de "Total Divas" - Les insultes de Paul Heyman envers CM Punk - Les insultes de Zeb Colter |
| Le moment extrême de l'année             | Mick Foley                                              | - CM Punk prend sa revanche sur Paul Heyman à Hell in a Cell - The Shield porte un triple powerbomb à The Undertaker lors de SmackDown - Ryback porte un spear à John Cena à travers le LED light board d'Extreme Rules - The Wyatt Family s'en prend à Kane lors de SummerSlam |
| Match de l'année                         | Bret Hart                                               | - John Cena vs The Rock - WrestleMania 29 - Undertaker vs CM Punk - WrestleMania 29 - Cody Rhodes et Goldust vs Seth Rollins et Roman Reigns - Battleground - Steel cage match: Triple H vs Brock Lesnar - Extreme Rules |

### Slammy Awards 2014
La onzième éditions des Slammy Awards a eu lieu le 8 décembre à Greenville, Caroline du Sud. 
| Prix                                                                        | Présentateur(s)                   | Résultats |
| --------------------------------------------------------------------------- | --------------------------------- | --- |
| Catch phrase award (Fan Participation Award)                                | WWE.com                           | - "You Sold Out" - "Nine Ninety-Nine" - "We the People" - "I'm Afraid I've Got Some Bad News" - "He's Got the Whole World in this Hands" |
| L'arnaque de l'année (Double-Cross of the Year)                             | WWE.com                           | - Seth Rollins trahit The Shield et se joint à l'Autorité à Raw (2 juin) - L'Autorité trahi Randy Orton à Raw (3 novembre) - Nikki Bella trahit sa sœur jumelle, Brie Bella à SummerSlam - Mark Henry trahit son ami, Big Show à Raw (27 octobre) |
| Animal de l'année (Animal of the Year)                                      | WWE.com                           | - The Bunny - Mini Gator - El Torito - Grumpy Cat |
| Meilleur Acteur (Best Actor)                                                | WWE.com                           | - The Rock - The Miz - Batista - Damien Mizdow |
| Meilleur Twitter (Tweet It! Best Twitter Handle or Social Champion)         | WWE.com                           | - @HEELZiggler - @JohnCena - @ZackRyder - @Ryback22 - @BellaTwins |
| Rivalité de l'année (Rivalry of the Year)                                   | WWE.com                           | - Daniel Bryan vs The Autority - The Shield contre Evolution (Triple H, Randy Orton & Batista) - Brock Lesnar contre John Cena - Rusev contre les États-Unis - Seth Rollins contre Dean Ambrose |
| Invité star de l'année (Raw Guest Star of the Year)                         | WWE.com                           | - Hugh Jackman - Larry the Cable Guy - Jerry Springer - Kevin Hart - Betty White |
| Meilleur Couple de l'année (Best Couple of the Year)                        | WWE.com                           | - Daniel Bryan et Brie Bella - Triple H et Stephanie McMahon - Jimmy Uso et Naomi - Tyson Kidd et Natalya |
| Le groupe de l'année (Faction of the Year)                                  | WWE.com                           | - The Shield (Roman Reigns, Seth Rollins et Dean Ambrose) - The Autority - The Wyatt Family (Bray Wyatt, Luke Harper et Erick Rowan) - The Rosebuds |
| Superstar NXT de l'année (NXT Superstar of the Year)                        | WWE.com                           | - Sami Zayn - Adrian Neville - Tyler Breeze - The Ascension (Konnor & Viktor) |
| Moment le plus voltigeur de l'année (Anti-Gravity Moment of the Year)       | WWE.com                           | - Seth Rollins saute à l'extérieur du ring à Payback - Adrian Neville avec son Red Arrow (son finish) - Dean Ambrose saute sur les bûcherons à SummerSlam - Kofi Kingston saute sur la barricade en face du ring pour ne pas être éliminé lors du Royal Rumble 2014 |
| Insulte de l'année ("Tell Me You Didn't Just Say That" Insult of the Year)  | Booker T & Renee Young (Pré-Show) | - The Rock insulte Rusev & Lana à Raw (6 octobre) - Nikki Bella dit à Brie Bella qu'elle aurait dû mourir dans l'utérus de leur mère à Raw (25 août) - Paul Heyman rappe sur John Cena à Raw (11 août) - Chris Jericho insulte l'Autorité après que Stephanie McMahon soit arrêté à Raw (28 juillet) |
| Équipe de l'année de la WWE (WWE Tag Team of the Year)                      | Renee Young (Pré-Show)            | - The Usos (Jimmy & Jey Uso) - Goldust & Stardust - Los Matadores (Diego & Fernando) avec El Torito - Slater Gator (Heath Slater & Titus O'Neil) avec Mini Gator - The Miz & Damien Mizdow |
| La recrue de l'année (Breakout Star of the Year)                            | Renee Young (Pré-Show)            | - Dean Ambrose - Rusev avec Lana - Roman Reigns - Paige - Seth Rollins |
| Hashtag de l'année (Hashtag of the Year)                                    | Renee Young (Pré-Show)            | - #RKOOuttaNowhere - #OccupyRaw (10 mars) - #MoscowMooseKnucle (6 octobre) - #EatSleepSuplexRepeat (18 août) - #NineNinetyNine (WWE Network) |
| "This is Awesome" moment de l'année ("This is Awesome" Moment of the Year)  | Seth Green                        | - Sting fait ses débuts en aidant la Team Cena à battre la Team Autority à Survivor Series - Le YES! Mouvement occupant à Raw (10 mars) - Stephanie McMahon est arrêté et enlevé à Raw (21 juillet) - Hulk Hogan, Steve Austin et The Rock se rencontrent à WrestleMania XXX |
| Retour Surpris de l'année (Surprise Return of the Year)                     | John Laurinaitis                  | - Ultimate Warrior fait son retour pour la cérémonie des Hall of Fame pour être introduit à WrestleMania XXX et à Raw - Stone Cold fait son retour à WrestleMania XX sur Raw - Batista fait son retour à Raw (20 janvier) - The Rock fait son retour en interrompant Rusev & Lana à Raw (6 octobre) |
| Le moment le plus choquant de l'année (The OMG Shocking Moment of the Year) | Santino Marella                   | - Brock Lesnar bat The Undertaker en brisant la série d'invincibilité d'Undertaker à WrestleMania XXX - Seth Rollins se retourne contre The Shield à Raw (2 juin) - La chorale de Bray Wyatt entoure John Cena dans une cage d'acier à Raw (28 avril) - Nikki Bella se retourne contre Brie Bella à SummerSlam |
| Divas de l'année de la WWE (Divas of the Year)                              | Jerry Lawler                      | - AJ Lee - Paige - Nikki Bella - Brie Bella |
| Le moment "LOL!" de l'année (LOL Moment of the Year)                        | Adam Rose                         | - Damien Mizdow est le double de The Miz - Mr. T remercie sa mère pour introduction des Hall of Famer - Vickie Guerrero jette Stephanie McMahon dans un bassin rempli de boue à Raw (23 juin) - El Torito contre Hornswoggle dans un TLC match à Extreme Rules |
| Match de l'année (Match of the Year)                                        | Ricky Steamboat                   | - Team Cena (John Cena, Dolph Ziggler, Big Show, Erick Rowan & Ryback) vs. Team Autority (Seth Rollins, Kane, Luke Harper, Rusev et Mark Henry) dans un Traditional Series Elimination Tag Team match) à Survivor Series - Daniel Bryan contre Batista contre Randy Orton dans un Triple Threat match pour le WWE World Heavyweight Championship à WrestleMania XXX - The Shield contre Evolution dans un Six-Man Tag team match à Extreme Rules - John Cena contre Bray Wyatt dans un Last Man Standing match à Payback |
| Le moment extrême de l'année (Extreme Moment of the Year)                   | Rob Van Dam                       | - Chris Jericho fait un Cross-Body sur Bray Wyatt en haut de la cage d'acier à Raw (8 septembre) - Brock Lesnar enchaîne 16 Suplex City sur John Cena à SummerSlam - Kane frappe Daniel Bryan avec un Tombstone Piledriver sur le sol, sur les escaliers d'acier et sur la table des commentateurs - Seth Rollins fait son Curb Stomps à Dean Ambrose sur des briques |
| Superstar de l'année (Superstar of the Year)                                | Booker T                          | - Roman Reigns - Brock Lesnar - Dean Ambrose - John Cena - Seth Rollins - Daniel Bryan - Bray Wyatt |

### Slammy Awards 2015
La douzième éditions des Slammy Awards a eu lieu le 21 décembre à Target Center dans le Minneapolis, Minnesota.
| Prix                                                                        | Présentateur            | Nommés |
| --------------------------------------------------------------------------- | ----------------------- | --- |
| Rivalité de l'année (Rivalry of the Year)                                   | Booker T (Pré-Show)     | - The Undertaker vs. Brock Lesnar - Roman Reigns vs. Bray Wyatt - John Cena vs. Rusev - Team Bella (Nikki Bella, Brie Bella & Alicia Fox) vs. Team B.A.D (Sasha Banks, Naomi & Tamina) vs. Team PCB (Paige, Charlotte & Becky Lynch) - Seth Rollins vs. Randy Orton |
| L'arnaque de l'année (Double-Cross of the Year)                             | Booker T (Pré-Show)     | - Damien Mizdow élimine The Miz pour le André the Giant Memorial Battle Royal à WrestleMania 31 - Jon Stewart coûte le match de John Cena pour le WWE United States Championship à SummerSlam. - Randy Orton se retourne contre Seth Rollins (9 mars à Raw). - Paige attaque Charlotte et Becky Lynch (16 octobre à Raw). - Stardust trahit Goldust (16 février à Raw).. |
| Le moment extrême de l'année (Extreme Moment of the Year)                   | Corey Graves (Pré-Show) | - Roman Reigns attaque Sheamus, Alberto Del Rio, Rusev et Triple H avec une chaise en acier à TLC: Tables, Ladders & Chairs. - The Undertaker et Brock Lesnar se battent tout au long de l'arène à Raw (20 juillet). - Luke Harper exécute un Powerbomb sur Dean Ambrose à travers une échelle à l'extérieur du ring à WrestleMania 31. - Seth Rollins casse le nez de John Cena à Raw (27 juillet). - Neville plonge d'une échelle sur plusieurs superstars à Smackdown (11 juin). |
| Meilleurs Show Original du WWE Network (Best Original WWE Network Show)     | Corey Graves (Pré-Show) | - Stone Cold Podcast - Breaking Ground - Table for 3 - WWE 24 - Swerved |
| Équipe de l'année (Tag Team of the Year)                                    | WWE.com                 | - The Usos (Jimmy Uso & Jey Uso) - The New Day (Big E, Kofi Kingston & Xavier Woods) - The Prime Time Players (Darren Young & Titus O'Neil) - Tyson Kidd & Cesaro - The Lucha Dragons (Sin Cara & Kalisto) |
| Hashtag de l'année (Hashtag of the Year)                                    | WWE.com                 | - #SuplexCity - #GiveDivasAChance - #SaveTheTables - #AxelMania - #RKOOUTTANOWHERE |
| Moment Célébrité de l'année (Celebrity Moment of the Year)                  | WWE.com                 | - Stephen Amell saute sur Stardust à SummerSlam. - Les acteurs d'Entourage introduit Zack Ryder (25 mai à Raw). - Machine Gun Kelly obtient un Powerbomb hors de la scène par Kevin Owens (15 juin à Raw). - Jon Stewart est impliqué dans le match de John Cena à SummerSlam. - Wayne Rooney claque King Barrett (9 novembre à Raw). |
| Moment de l'année ("Tell Me You Didn't Just Say That" Moment of the Year)   | WWE.com                 | - Brock Lesnar présente "Suplex City" à WrestleMania 31. - Dean Ambrose appelle Seth Rollins "Justin Bieber" (25 mai à Raw). - Seth Rollins appelle Johnny Manziel de tête d'idiot (5 juin à Raw). - Seth Rollins dit que Kane était juste "là" à WrestleMania 31 (6 avril à Raw). - Paige ruine la célébration de Charlotte (21 septembre à Raw). |
| Meilleur Open Challenge de John Cena (Best John Cena's U.S Open Challenge)  | WWE.com                 | - John Cena vs. Cesaro (6 juillet à Raw). - John Cena vs. Dolph Ziggler (12 octobre à Raw). - John Cena vs. Sami Zayn (4 mai à Raw). - John Cena vs. Dean Ambrose (30 mars à Raw). - John Cena vs. Neville (11 mai à Raw). |
| La recrue de l'année (Breakout Star of the Year)                            | Dolph Ziggler           | - Neville - Kevin Owens - Charlotte - Tyler Breeze - Braun Strowman |
| Le moment "LOL!" de l'année (LOL Moment of the Year)                        | Santino Marella         | - R-Truth dit une erreur comme quoi il est dans le Money in the Bank Ladder match alors que non à Raw (8 juin). - Edge et Christian ramène le gazou (7 septembre à Raw). - Le discours d'introduction des Bushwhackers (Bushwhacker Butch & Bushwhacker Luke) au WWE Hall of Famer. - La pub de la dysfonction érectile de The Miz et Damien Mizdow à Raw (2 mars). - The New Day (Big E, Kofi Kingston et Xavier Woods) font danser Stephanie McMahon et Triple H à Raw (25 septembre). |
| Le moment le plus choquant de l'année (The OMG Shocking Moment of the Year) | Paul Heyman             | - Kalisto exécute son Salida del Sol du haut d'une échelle à travers une autre échelle sur Jey Uso à TLC: Tables, Ladders & Chairs. - Seth Rollins encaisse sa mallette de Money in the Bank pour le match entre Brock Lesnar et Roman Reigns et remporte le WWE World Heavyweight Championship à WrestleMania 31. - Brock Lesnar attaque tout le monde pour obtenir son match de revanche la nuit après WrestleMania 31 à Raw (30 mars). - The Wyatt Family (Bray Wyatt, Luke Harper, Erick Rowan et Braun Strowman) attaquent et enlèvent Undertaker après son match contre Brock Lesnar à Hell in a Cell. - Sheamus encaisse sa mallette du Money in the Bank contre Roman Reigns et remporte le WWE World Heavyweight Championship à Survivor Series. |
| Superstars de l'année (Superstar of the Year)                               | Stephanie McMahon       | - Seth Rollins - Toutes les superstars du roster étaient nommées. |
| Le prix du héros par Coca-Cola (The Hero Award, presented by Coca-Cola)     | Mark Henry              | - John Cena - Natalya - Roman Reigns - Big Show - Titus O'Neil |
| Retour Surpris de l'année (Surprise Return of the Year)                     | Santa Claus             | - Sting fait son retour en attaquant la statu de Seth Rollins et en attaquant Seth Rollins (24 août à Raw). - Chris Jericho fait équipe avec Roman Reigns et Dean Ambrose à Night of Champions. - The Dudley Boyz (Bubba Ray Dudley & D-Von Dudley) retourne à la WWE (24 août à Raw). - Alberto Del Rio et Zeb Colter retourne à la WWE à Hell in a Cell. - Demon Kane retourne à la WWE pour empêcher Sheamus d'encaissé sa mallette de Money in the Bank et attaque Seth Rollins à Night of Champions. |
| Diva de la WWE de l'année (WWE Diva of the Year)                            | R-Truth                 | - Nikki Bella - Naomi - Paige - Sasha Banks - Charlotte |
| "This is Awesome" moment de l'année ("This is Awesome" Moment of the Year)  | The Miz                 | - The Rock et Ronda Rousey attaquent Triple H et Stephanie McMahon à WrestleMania 31. - Brock Lesnar détruit la voiture de la J&J Security à Raw (6 juillet). - Randy Orton contre le Curb Stomp de Seth Rollins avec un RKO à WrestleMania 31. - La Diva Révolution commence à Raw (12 juillet). - The Shield (Roman Reigns, Seth Rollins et Dean Ambrose) se réunit brièvement pour un Triple Powerbomb sur Randy Orton à travers une table à Payback. |
| Match de l'année (Match of the Year)                                        | Ric Flair               | - The Undertaker vs. Brock Lesnar dans un Hell in a Cell match à Hell in a Cell. - John Cena vs. Brock Lesnar vs. Seth Rollins dans un Triple Threat match pour le WWE World Heavyweight Championship au Royal Rumble. - Triple H vs. Sting dans un match simple à WrestleMania 31. - John Cena vs. Kevin Owens à Elimination Chamber. - Roman Reigns vs. Dolph Ziggler vs. Alberto Del Rio vs. Kevin Owens dans un Fatal 4-Way match pour déterminer l'aspirant numéro un pour le WWE World Heavyweight Championship à Raw (26 octobre). |

### Slammy Awards 2020
La treizième éditions des Slammy Awards a eu lieu le 23 décembre au WWE Warehouse à Norwalk dans le Connecticut et diffusé sur les plateformes de médias numériques et sociaux de la WWE.
| Prix                                                                      | Présentateur                     | Nommés |
| ------------------------------------------------------------------------- | -------------------------------- | --- |
| Catcheur de l'année (Male Superstar of the Year)                          | Shawn Michaels                   | - Drew McIntyre - Roman Reigns - Randy Orton - Braun Strowman - "The Fiend" Bray Wyatt |
| Tenue de l'année (Ring Gear of the Year)                                  | Snooki                           | - The New Day (Kofi Kingston, Xavier Woods et Big E) - Charlotte Flair - Sasha Banks - Seth Rollins - Bianca Belair - Shinsuke Nakamura - Carmella |
| Retour de l'année (Return of the Year)                                    | Mick Foley                       | - Edge - Roman Reigns - MVP - Goldberg - Sami Zayn |
| Performance musicale de l'année (Musical Performance of the Year)         | Method Man                       | - Elias pour sa performance en direct d'Universal Truth à Raw (19 octobre) |
| Rivalité de l'année (Rivalry of the Year)                                 | Demi Burnett                     | - Edge contre Randy Orton - Seth Rollins contre la famille Mysterio - Drew McIntyre contre Randy Orton - Sasha Banks contre Bayley - R-Truth contre le monde - Lana contre la table des commentateurs |
| Catcheuse de l'année (Female Superstar of the Year)                       | Trish Stratus                    | - Sasha Banks - Asuka - Bayley - Becky Lynch - Charlotte Flair |
| Recrue de l'année (Breakout Star of the Year)                             | Derek Baker                      | - The Street Profits (Angelo Dawkins & Montez Ford) - Dominik Mysterio - Bianca Belair - Otis - Murphy |
| Superstar des réseaux sociaux (Social Media Superstar of the Year)        | Animateurs de WWE The Bump       | - Bayley |
| Superstars qui parlent le plus en mal (Trash Talker of the Year)          | Animateurs de WWE The Bump       | - Lacey Evans - The Hurt Business (MVP, Bobby Lashley, Shelton Benjamin & Cedric Alexander) |
| Documentaire WWE Network de l'année (WWE Network Documentary of the Year) | Animateurs de WWE The Bump       | - Undertaker: The Last Ride |
| Célébrité de l'année (Celebrity of the Year)                              | Animateurs de WWE The Bump       | - Rob Gronkowski |
| Trahison de l'année (Double-Cross of the Year)                            | Animateurs de WWE The Bump       | - Bayley attaque Sasha Banks à Smackdown (4 septembre) |
| Arbitre de l'année (Referee of the Year)                                  | Animateurs de WWE The Bump       | - Charles Robinson |
| Tombé le plus créatif du titre 24/7 (Most Creative 24/7 Pin of the Year)  | Animateurs de WWE The Bump       | - Drew Gulak |
| Moment de l'année (Moment of the Year)                                    | Ken Jeong                        | - Les adieux de The Undertaker au Survivor Series - Drew McIntyre bat Brock Lesnar pour le WWE Championship à Wrestlemania 36 - Becky Lynch annonce sa grossesse à Raw (11 mai) - Le retour d'Edge au Royal Rumble - Les adieux du New Day à Smackdown (16 octobre) - L'union de Roman Reigns et Paul Heyman à Smackdown (28 août) - Bayley trahit Sasha Banks à Smackdown (4 septembre) - The New Day est séparée à la suite du draft à Smackdown (9 octobre) |
| Meilleure équipe de l'année (Tag Team of the Year)                        | Clark Duke                       | - The Street Profits (Angelo Dawkins & Montez Ford) - Bayley et Sasha Banks - Nia Jax & Shayna Baszler - The New Day (Kofi Kingston, Xavier Woods et Big E) - Shinsuke Nakamura & Cesaro |
| Match de l'année (Match of the Year)                                      | Raini Rodriguez & Rico Rodriguez | - The Undertaker contre AJ Styles dans un Boneyard Match à Wrestlemania 36 - The New Day (Kofi Kingston & Xavier Woods) (c) contre The Hurt Business (Shelton Benjamin & Cedric Alexander) pour le WWE Raw Tag Team Championship à Raw (16 novembre) - Edge contre Randy Orton à Backlash - 30-man Royal Rumble match au Royal Rumble - AJ Styles contre Daniel Bryan pour le WWE Intercontinental Championship vacant à Smackdown (12 juin) - Roman Reigns (c) contre Jey Uso dans un Hell in a Cell "I Quit" Match pour le WWE Universal Championship à Hell in a Cell - Bayley (c) contre Sasha Banks dans un Hell in a Cell pour le WWE SmackDown Women's Championship à Hell in a Cell - Jeff Hardy (c) contre AJ Styles contre Sami Zayn dans un Triple Threat Ladder match pour le WWE Intercontinental Championship à Clash of Champions - Drew McIntyre contre Roman Reigns dans un Champion vs. Champion match à Survivor Series - Becky Lynch (c) contre Asuka pour le WWE Raw Women's Championship au Royal Rumble |
| Superstar de l'année (Superstar of the Year)                              | Ric Flair                        | - Drew McIntyre - Asuka - Roman Reigns - Sasha Banks - Randy Orton - Bayley - Braun Strowman - Becky Lynch - "The Fiend" Bray Wyatt - Charlotte Flair |

## Sources et références
1. 1 2  (en) Adam Nedeff, « The Name on the Marquee: The 1986 Slammy Awards », sur 411mania, 2 juillet 2012 (consulté le 1er décembre 2015).